# Georges Clémansin du Maine
Pour les articles homonymes, voir Clémensin du Maine (homonymie).
Georges Clémansin du Maine né Georges François Prosper Clémansin du Maine à Nantes (5e canton, 17 rue Voltaire), Loire-Atlantique le 12 mars 1853 et mort à Cannes, villa Les Alcyon, boulevard Gazagniaire, le 15 janvier 1926), comte, est un artiste peintre français.

## Biographie
Fils de Victor Claude Clémansin du Maine né vers 1821, propriétaire, et de Eugénie Françoise Adélaïde Coinquet née vers 1828.
Élève de Pierre Puvis de Chavannes (1824-1898) et de Jules-Élie Delaunay (1828-1891).
Il épousa Charlotte Élisa Flore Adèle Besnard.

## Expositions
- Salon de peinture et de sculpture, 1879 : "Portrait de Mme V"[3] ;
- Salon de peinture et de sculpture, 1895 : "Fantaisie"[3] ;
- Salon des Beaux-Arts de Cannes, 1903 : "Tête d'étude" et "Coup de soleil"[3] ;

## Collections publiques
Musée des Beaux-Arts de Cannes : "La vérité", 1896, huile sur toile 1.70 x 0.97. Don du vicomte Emeren Clémansin du Maine en 1926.